# Maroa, Illinois
Maroa là một thành phố thuộc quận Macon, tiểu bang Illinois, Hoa Kỳ. Năm 2010, dân số của thành phố này là 1801 người.

## Dân số
Dân số qua các năm:
- Năm 2000: 1654 người.
- Năm 2010: 1801 người.